# Orpa
Orpa (hebr. עָרְפָּה) – postać biblijna, bohaterka Księgi Rut, synowa Elimeleka i Noemi. Jej mężem był Kilion. Pochodziła z ziemi Moabu.
Elimelek z pokolenia Judy wraz z żoną Noemi oraz dwoma synami: Machlonem
i Kilionem wyruszyli z Betlejem na emigrację do Moabu z powodu głodu w Izraelu.
Wkrótce Elimelek zmarł, a jego synowie ożenili się: jeden z Rut, drugi z Orpą. Po około dziesięciu latach obaj umarli, a Noemi została ze swoimi synowymi. Niedługo potem dotarły do niej wieści, że głód w Izraelu ustał. Wyruszyła więc do Betlejem, a synowe z nią. Gdy wyszły z miejscowości, w której mieszkały, Noemi powiedziała im, aby odeszły do swoich domów. Wtedy obie zaczęły płakać i mówić, że pójdą razem z nią. Noemi dalej nalegała, by wracały do swych domów. Po raz kolejny zaczęły płakać. Potem Orpa ucałowała swoją świekrę i wróciła.
Źródło: Księga Rut